# Martinet épineux
Hirundapus caudacutus
Espèce
Statut de conservation UICN

 LC  : Préoccupation mineure
Le Martinet épineux (Hirundapus caudacutus) ou Martinet à queue aiguë, est une espèce d'oiseau de la famille des Apodidae.
C'est l'oiseau le plus rapide du monde en vol battu, atteignant 170 km/h[réf. souhaitée], alors que des vitesses supérieures ne peuvent être atteintes qu'en piqué, par exemple par le Faucon pèlerin.

## Description
Cet oiseau mesure de 19 à 21 cm de longueur pour une envergure de 50 à 54 cm. Son bas-ventre est blanc et son dos blanc brunâtre.

## Répartition
Le Martinet épineux vit en Asie et au Sud de la Sibérie. Il migre aussi vers d'autres contrées : sous-continent indien, Asie du Sud-Est et Australie. Il y a même eu de rares cas en Europe de l'Ouest .

## Sous-espèces
D'après Alan P. Peterson, cette espèce est constituée des deux sous-espèces suivantes :
- Hirundapus caudacutus caudacutus (Latham, 1802) — sud de la Sibérie, Mongolie, Manchourie, Sakhaline, Kouriles, Japon et péninsule coréenne ;
- Hirundapus caudacutus nudipes (Hodgson, 1837) — de l'Himalaya eu centre de la Chine.